# Jüdische Gemeinde Vic-sur-Seille
Eine Jüdische Gemeinde in Vic-sur-Seille, einer französischen Gemeinde im Département Moselle in Lothringen, bestand seit dem 18. Jahrhundert.

## Geschichte
Bereits vor der Französischen Revolution waren jüdische Familien im Ort ansässig. 1840 gab es 130 jüdische Bewohner im Ort und nach 1871 sank ihre Zahl, wie in den meisten ländlichen Gebieten, durch Abwanderung in die benachbarten Städte. Die jüdischen Bewohner wohnten vor allem in der Rue des Petites Salines, in der Nähe der Seille (dieses Viertel wurde 1944 durch Bomben zerstört).

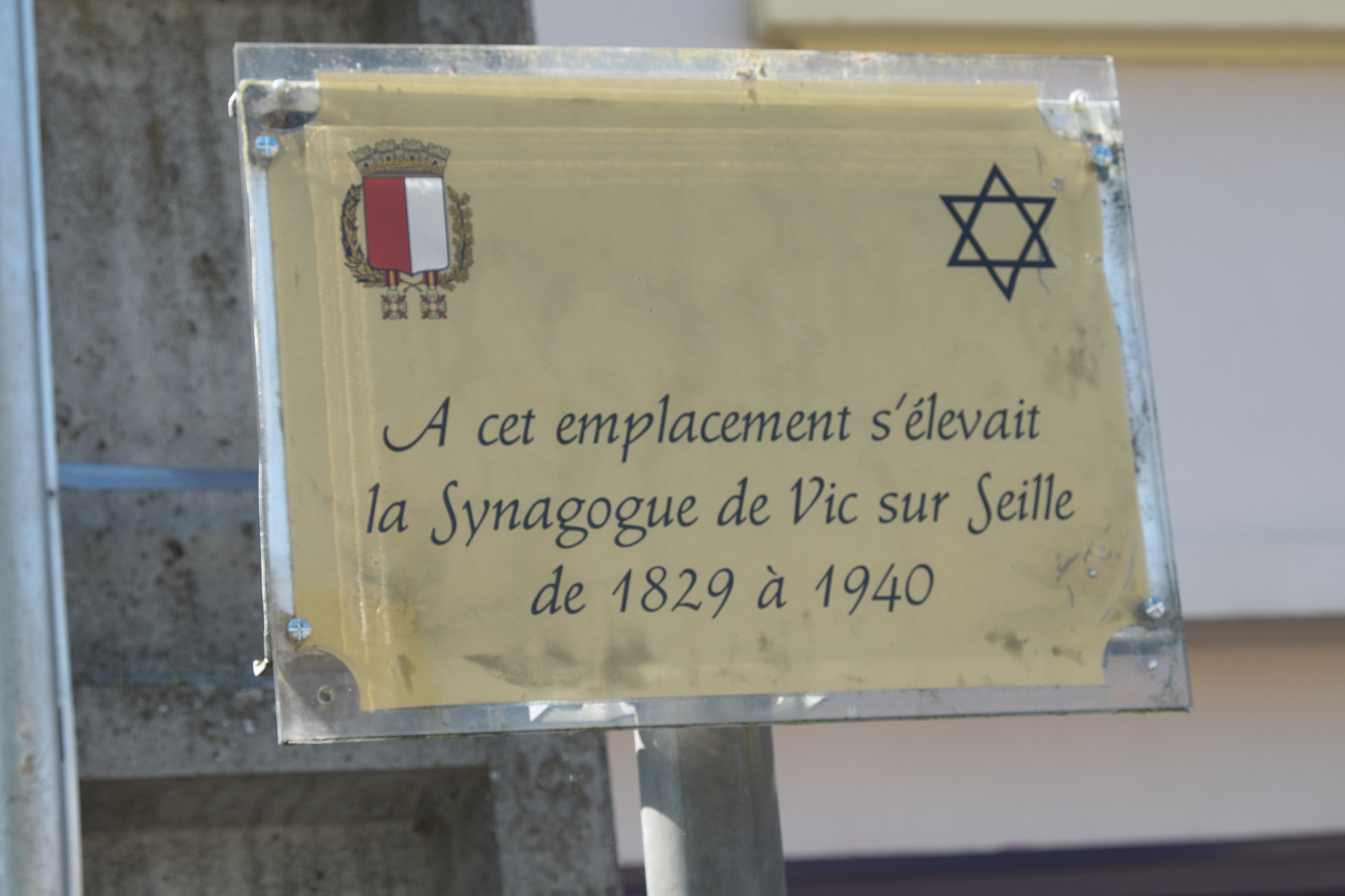
Gedenktafel zur Erinnerung an die Synagoge

Die jüdische Gemeinde von Vic hatte einen Lehrer und einen Kantor angestellt. Dieser kam 1808 aus Amsterdam und verrichtete auch die Aufgaben des Schochet. Die jüdische Gemeinde gehörte seit dem gleichen Jahr zum israelitischen Konsistorialbezirk Metz.

## Synagoge
Die jüdische Gemeinde von Vic richtete 1829 in der ehemaligen Kapelle der Nonnen von Notre-Dame, am Place du Château, eine Synagoge ein. Die Synagoge wurde während des Zweiten Weltkriegs von den deutschen Besatzern zerstört.